# Gerardo J. Lugo
Gerardo J. Lugo fue un abogado y político peruano
En 1909 fue elegido senador suplente por el departamento de Junín. Desempeñó su mandato durante los primeros gobiernos de José Pardo y Barreda y Augusto B. Leguía.
El 15 de mayo de 1920, cuando se produjo la apertura de la Corte Superior de Justicia de Junín en la ciudad de Cerro de Pasco, Lugo participó como fiscal del departamento.